# Chaetosopus contiguus
Chaetosopus contiguus är en skalbaggsart som beskrevs av Dilma Solange Napp och Martins 1988. Chaetosopus contiguus ingår i släktet Chaetosopus och familjen långhorningar. Inga underarter finns listade i Catalogue of Life.